# Igor Tkatchenko
Pour les articles homonymes, voir Tkatchenko.
Igor Valentinovitch Tkatchenko (en russe : Игорь Валентинович Ткаченко) est un pilote de l'armée de l'air russe, né le 26 juillet 1964 à Ventsy (ru) (URSS) et mort le 16 août 2009 près de Joukovski (Russie).
Le colonel (en russe : полковник, polkovnik) Igor Tkatchenko était à la tête de la patrouille acrobatique des Chevaliers russes, lorsqu'il est mort à la suite d'une collision au cours d'un entraînement en marge du Salon international aérospatial de Moscou de 2009.

## Commandement
- Commandant du 237e centre de démonstration de technologie aéronautique de l’armée de l'air russe (base aérienne de Kubinka (en)).

- Commandant des Chevaliers russes.

## Hommages
Igor Valentinovitch Tkatchenko a reçu le titre honorifique de héros de la fédération de Russie à titre posthume le 22 août 2009.
Dans la ceinture d'astéroïdes, l’astéroïde (269390) Igortkachenko, découvert par l’astronome amateur russe Léonid Élénine en 2009, a été nommé en sa mémoire. La dénomination a été publiée le 19 septembre 2013 (MPC 85018).